# Amsterdam (New York)
Amsterdam è un comune (city) degli Stati Uniti d'America della contea di Montgomery, nello Stato di New York.

## Storia
La città, il cui nome deriva dall'omonima città dei Paesi Bassi, secondo il censimento dell'United States Census Bureau la sua popolazione assommava nell'anno 2010 a 18.620 abitanti.
La città è circondata a nord, est ed ovest dall'abitato della town omonima di Amsterdam. È adagiata sulle rive del fiume Mohawk. La parte prevalente della città è situata sulla riva nord mentre l'area di Port Jackson sorge sulla parte meridionale della città.
Nel 1983 ha ospitato il concorso di bellezza Miss Teen USA.